# (745) Mauritia
(745) Mauritia es un asteroide perteneciente al cinturón exterior de asteroides descubierto el 1 de marzo de 1913 por Franz Heinrich Kaiser desde el observatorio de Heidelberg-Königstuhl, Alemania.
Está nombrado en honor de San Mauricio, patrón de Wiesbaden.